# William J. McDonough
Pour les articles homonymes, voir McDonough.
Ne doit pas être confondu avec l’architecte écologiste William McDonough.
William Joseph McDonough (né à Chicago le 21 avril 1934 et mort à Waccabuc (État de New York) le 23 janvier 2018,) est un banquier américain,  président de la Réserve fédérale de New York entre 1993 et 2003. 

## Biographie
Après un master d'économie à l'université de Georgetown de Washington, William J. McDonough passe cinq ans dans l'U.S. Navy puis rejoint l'administration fédérale (de 1961 à 1967). Il passe ensuite 22 ans au sein de la First National Bank of Chicago et rejoint la réserve fédérale de New-York en 1992.
En 1995, il préside la Public Company Accounting Oversight Board, une ONG chargée de vérifier la mise en œuvre et la bonne application de la loi Sarbanes-Oxley.
On lui doit le sauvetage du fonds LTCM en 1998. Il est un des pères du ratio McDonough qui définit les ratios de solvabilité des banques selon le règlement (dit de Bâle II) de la Banque des règlements internationaux. 
Il fut un des dirigeants de la banque Merrill Lynch.